# Conus cuvieri
Espèce
Statut de conservation UICN

 VU B2ab(iii) : Vulnérable
Conus cuvieri est une espèce de mollusques gastéropodes marins de la famille des Conidae.
Comme toutes les espèces du genre Conus, ces escargots sont prédateurs et venimeux. Ils sont capables de « piquer » les humains et doivent donc être manipulés avec précaution, voire pas du tout.

## Description
La taille de la coquille varie entre 17 mm et 51 mm. La coquille mince est gonflée de façon cylindrique et, mince. Elle a une couleur fauve pâle, avec quelques grandes taches blanches, surtout autour du milieu, et de nombreuses lignes de taches châtaignes tournantes rapprochées. .

## Distribution
Cette espèce marine est présente dans la partie sud de la Mer Rouge et dans le Golfe d'Aden.

### Niveau de risque d’extinction de l’espèce
Selon l'analyse de l'UICN réalisée en 2011 pour la définition du niveau de risque d'extinction, bien qu'elle ne soit pas largement distribuée, cette espèce est présente dans des régions politiquement instables, ce qui peut offrir une certaine protection contre les prélèvements excessifs. Cependant, la pollution autour de la zone de la principale population (Djibouti) est un problème et des événements de pollution peuvent également se produire dans d'autres parties de son aire de répartition. Étant donné une distribution confirmée le long d'un tronçon de côte d'environ 750 km2 avec une menace de pollution provenant de l'activité portuaire et du développement municipal, on peut penser que la population se trouve dans dix endroits ou moins (un seul événement de pollution peut affecter une zone relativement grande). L'habitat en eau peu profonde de cette espèce et sa coquille mince la rendent vulnérable à ce type de menaces. Le déclin continu de la qualité de l'habitat est susceptible d'affecter la population principale, en particulier si la pollution continue dans les eaux de Djibouti. L'espèce a donc été classée dans la catégorie Vulnérable B2ab(iii).

## Taxonomie

### Publication originale
L'espèce Conus cuvieri a été décrite pour la première fois en 1858 par le conchyliologiste français Hippolyte Crosse (1826-1898) dans la publication intitulée « Revue et Magasin de Zoologie »,.

### Synonymes
- Conus (Gastridium) cuvieri Crosse, 1858 · appellation alternative
- Conus cervus Lamarck, 1822, sensu G. B. Sowerby I, 1838 · non accepté
- Conus deshayesii Reeve, 1843 · non accepté
- Conus exdeshayesi Sacco, 1893 · non accepté
- Gastridium cuvieri (Crosse, 1858) · non accepté

## GenreConus

### Identifiants taxinomiques
Chaque taxon catalogué par les bases de données biologiques et taxonomiques possède un identifiant qui permet d'établir un point de référence. Les identifiants de Conus cuvieri dans les principales bases sont les suivants :
BOLD : 596882 - CoL : XX98 - GBIF : 5795683 - iNaturalist : 431928 - IRMNG : 10543346 - TAXREF : 72340 - UICN : 192878 - WoRMS : 426469 - ZOBODAT : 120401